# Stawiski (gmina)
Stawiski – gmina miejsko-wiejska w województwie podlaskim, w powiecie kolneńskim. W latach 1975–1998 gmina położona była w województwie łomżyńskim.
Siedziba gminy to Stawiski.
Według danych z 30 czerwca 2004 gminę zamieszkiwało 6639 osób.

## Historia
Za Królestwa Polskiego gmina Stawiski należała do powiatu kolneńskiego w guberni łomżyńskiej. 1 lutego 1871 do gminy przyłączono pozbawione praw miejskich Stawiski. Było to ostatnie (336:e) zniesienie miasta na mocy Ukazu Carskiego z 1869 roku i jedyne wykonane w 1871 roku (wszystkie inne wyegzekwowano w 1870). Stawiskom przywrócono status miasta 7 lutego 1919

## Struktura powierzchni
Według danych z roku 2002 gmina Stawiski ma obszar 165,55 km², w tym:
- użytki rolne: 75%
- użytki leśne: 19%

Gmina stanowi 17,62% powierzchni powiatu.

## Demografia
Według Powszechnego Spisu Ludności z 1921 roku gminę zamieszkiwało 5.926 osób, 5.837 było wyznania rzymskokatolickiego, 10 prawosławnego, 4 ewangelickiego a 75 mojżeszowego. Jednocześnie 5.889 mieszkańców zadeklarowało polską przynależność narodową, 26 żydowską, 10 rosyjską a 1 litewską. Było tu 885 budynków mieszkalnych. 

### Współcześnie

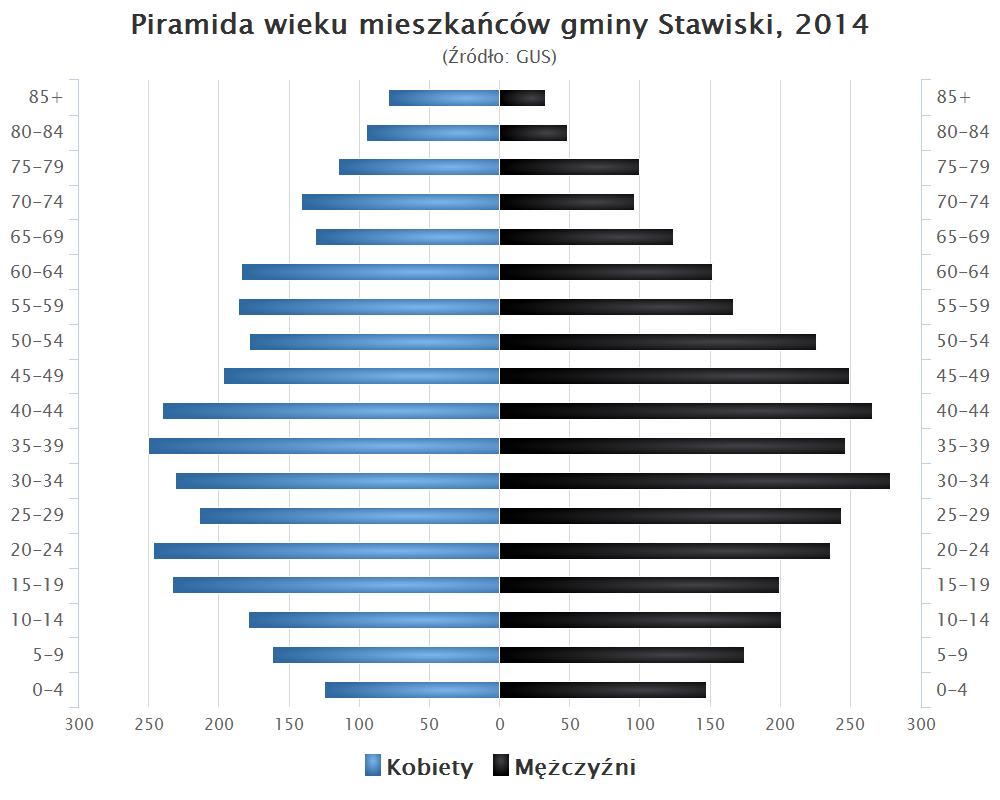
Piramida wieku mieszkańców gminy Stawiski w 2014 roku

Dane z 30 czerwca 2004:
| Opis                              | Ogółem | Ogółem | Kobiety | Kobiety | Mężczyźni | Mężczyźni |
| --------------------------------- | ------ | ------ | ------- | ------- | --------- | --------- |
| jednostka                         | osób   | %      | osób    | %       | osób      | %         |
| populacja                         | 6639   | 100    | 3277    | 49,4    | 3362      | 50,6      |
| gęstość zaludnienia (mieszk./km²) | 40,1   | 40,1   | 19,8    | 19,8    | 20,3      | 20,3      |

## Sołectwa
Barzykowo, Budy Poryckie, Budy Stawiskie, Budziski, Cedry, Chmielewo, Cwaliny, Dzierzbia, Dzięgiele, Hipolitowo, Ignacewo, Jewilin, Jurzec Szlachecki, Jurzec Włościański, Karwowo, Kuczyny, Lisy, Michny, Mieczki-Sucholaszczki, Mieszołki, Poryte (Poryte Szlacheckie i Poryte Włościańskie), Ramoty, Rogale, Romany, Rostki, Skroda Mała, Sokoły, Stawiski, Tafiły, Wilczewo, Wysokie Duże, Wysokie Małe, Zabiele, Zaborowo, Zalesie, Żelazki.

## Pozostałe miejscowości
Dąbrowa, Grabówek, Łojewek, Poryte Małe.

## Sąsiednie gminy
Grabowo, Jedwabne, Kolno, Mały Płock, Piątnica, Przytuły